# Копсталь
Копсталь (люкс. Koplescht, фр. Kopstal) — коммуна в Люксембурге, располагается в округе Люксембург. Коммуна Копсталь является частью кантона Капеллен. В коммуне находится одноимённый населённый пункт.
Население составляет 3157 человек (на 2008 год), в коммуне располагаются 1236 домашних хозяйств. Занимает площадь 7,90 км² (по занимаемой площади 109 место из 116 коммун). Наивысшая точка коммуны над уровнем моря составляет 392 м. (67 место из 116 коммун), наименьшая 245 м. (60 место из 116 коммун).